# Sophronica major
Sophronica major là một loài bọ cánh cứng trong họ Cerambycidae.